# Ammobates dusmeti
Espèce
Statut de conservation UICN

 CR B2ab(v) : 
En danger critique
Ammobates dusmeti est une espèce d'abeilles de la famille des Apidae. Elle est présente dans le sud de la France et en Espagne. Elle est cléptoraparasite et les femelles pondent dans le nid d'autres espèces d'abeilles.